# Киллини
Кілліні (англ. Killiney; ірл. Cill Iníon Léinín, «церква дочок Лейніна») — передмістя Дубліна в Ірландії, розташоване в графстві Дун-Леаре-Ратдаун (провінція Ленстер). Населення — 10 600 осіб (2002, перепис).

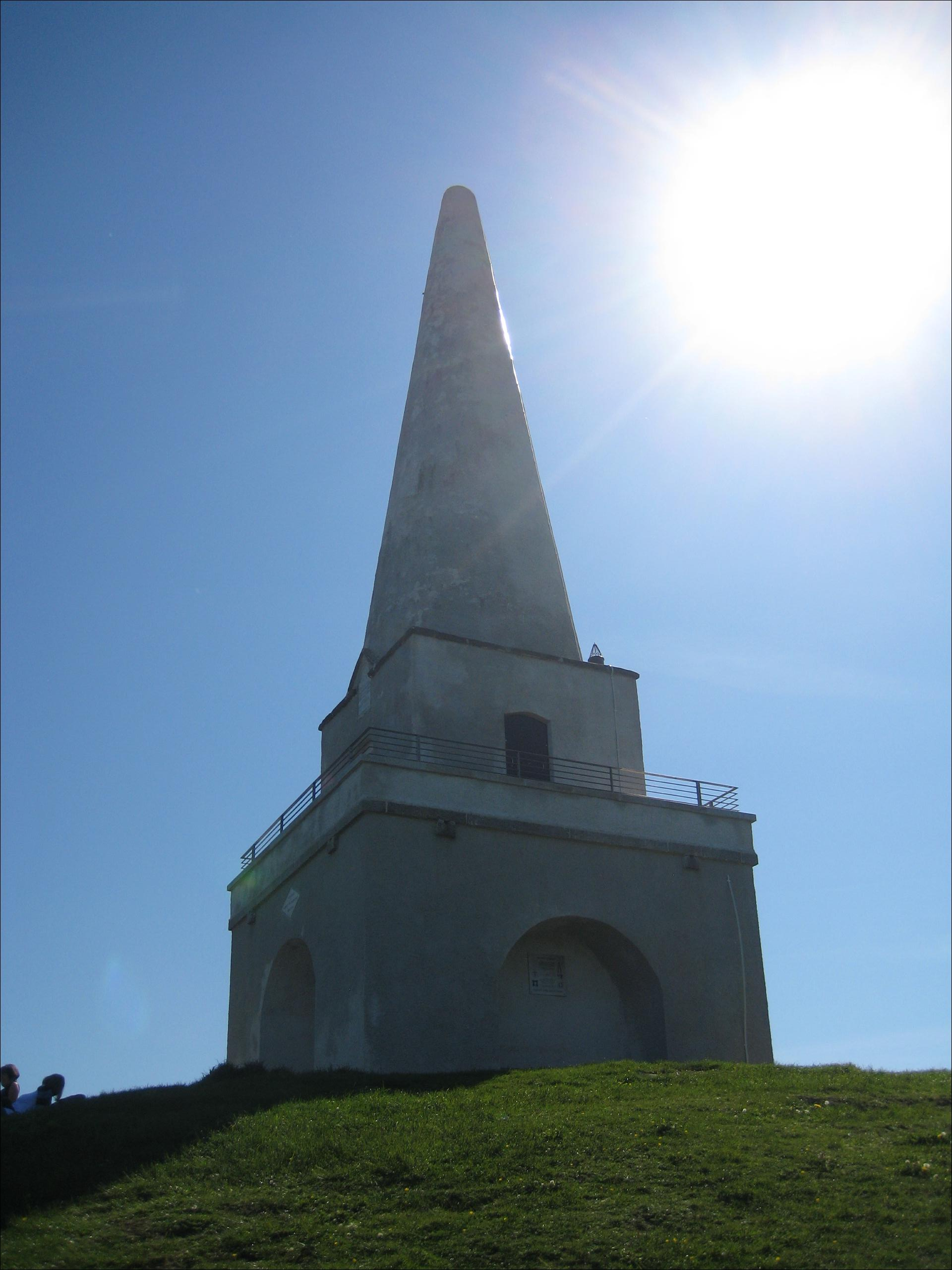
Обеліск на Кілліні Хілл